# Округ Пласер (Калифорнија)
Округ Пласер (енгл. Placer County) округ је у савезној држави Калифорнија, САД. Протеже се од предграђа Сакрамента на западу до границе са Невадом на истоку. Формиран је 1851. на територији која је до тада припадала окрузима Сатер и Јуба. Име округа потиче од шпанске речи која је означавала златоносни песак или шљунак чијим се испирањем издвајало злато.
Седиште округа је Оберн, док је највећи град Роузвил. Површина округа је 3.892,2 km², од чега је 3.637,3 km² (93,45%) копно, а 254,9 km² (6,55%) вода.
Због великог раста ширег градског подручја Сакрамента, округ Пласер је један од округа Калифорније са најбржим растом броја становника. Између 2000. и 2010, број становника је нарастао са 248.399 на 348.432., односно за 40,3%.
У округу се налази Скво Вали, место одржавања Зимских олимпијских игара 1960.

## Највећи градови
| Град    | Бр. становника (2010) |  |
| ------- | --------------------- |  |
| Роузвил | 118.788               |  |
| Роклин  | 56.974                |  |
| Линколн | 42.819                |  |
| Оберн   | 13.330                |  |
| Лумис   | 6.430                 |  |